# Didier Heyman
Pour les articles homonymes, voir Heyman.
Didier Heyman est un footballeur français, né le 13 mai 1961 à Saumur (Maine-et-Loire), qui évolue au poste de défenseur du début des années 1980 jusqu'au milieu des années 1990.

## Biographie
Formé au SCO Angers, il débute en Ligue 1 à l'âge de 19 ans.
Il est international junior aux côtés de José Touré, Yannick Stopyra et José Anigo. Il rejoint l'équipe d'En Avant de Guingamp en 1984, entraînée par Raymond Keruzore où il joue aux côtés de Daniel Lubin, Andrejz Zarmack, Herve Guegan...
Patrick Gonfalone fait appel à lui pour jouer dans l'équipe d'Abbeville en 1987 ceci jusqu'en 1990. Il vient alors s'installer en Vendée dans l'équipe de La Roche-sur-Yon. Il termine sa carriere à Luçon.

## Carrière
- 1977-1984 :  : SCO Angers  France
- 1984-1987 :  : En Avant de Guingamp  France
- 1987-1990 :  : SC Abbeville  France
- 1990-1992 :  : La Roche Vendée Football  France
- 1992-1994 :  : Vendée Luçon Football  France[1]